# Felix Sommer
Max Felix Sommer (* 16. Februar 1878 in Dresden; † 15. August 1934) war ein sächsischer Architekt und Baumeister in Niederlößnitz, heute Stadtteil von Radebeul. Ab November 1908 führte er das von Adolf Neumann gegründete Bauunternehmen als Adolf Neumann Nachf. „Bureau für Architektur und Bauausführung in Niederlößnitz“ fort.

## Leben und Wirken

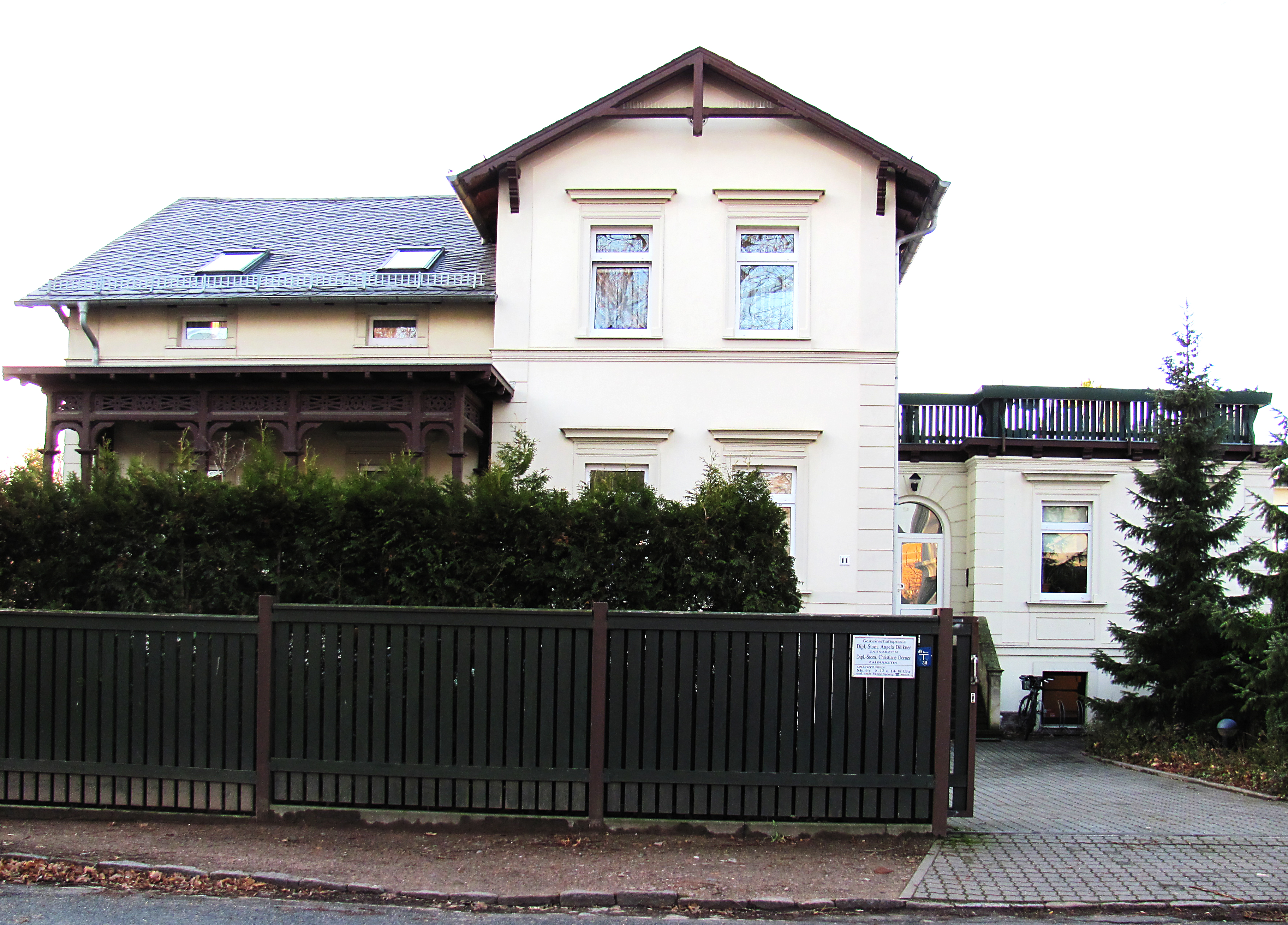
Villa von Adolf Neumann. Rechts schließt sich der ehemalige Bauhof an, heute ein Dachdeckerbetrieb.

Zahlreiche der von Sommer errichteten beziehungsweise entworfenen Bauwerke stehen heute unter Denkmalschutz. Einige Pläne dazu signierte Sommer bereits ab um 1902, als er als Mitarbeiter von Adolf Neumann (1852–1920) in dessen Architekturbüro arbeitete.
Am 5. November 1908 übernahm Sommer das Baugeschäft von Adolf Neumann (Wilhelm-Busch-Straße 11). 1909/1910 baute er sich dann auf einem gegenüberliegenden Baugrundstück, das dem Unternehmen gehörte, eine Mietvilla (Wilhelm-Busch-Straße 16), in der er auch wohnte.
Felix Sommer wurde auf dem Friedhof Radebeul-West beerdigt.
Im Mai 2011 erhielt das Stadtarchiv Radebeul große Teile des Nachlasses Sommers.

## Bauten (Baudenkmale)
Die im Folgenden aufgeführten Bauten sind in der Denkmaltopographie Bundesrepublik Deutschland. Denkmale in Sachsen: Stadt Radebeul aufgeführte Kulturdenkmale. Sie stellen damit kein vollständiges Werkverzeichnis dar.

### Villen, Einfamilienhäuser

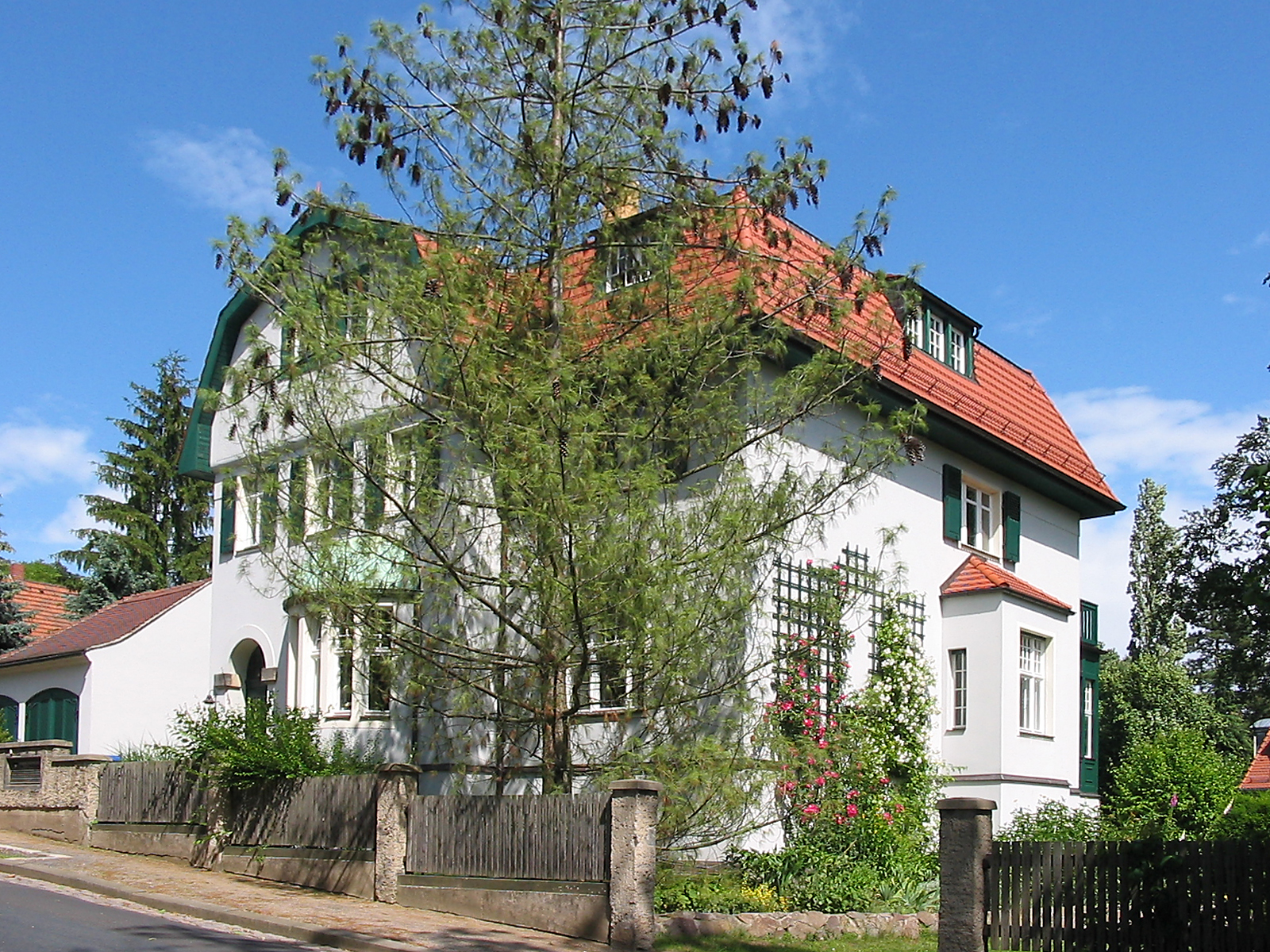
Landhaus Paul Schramm

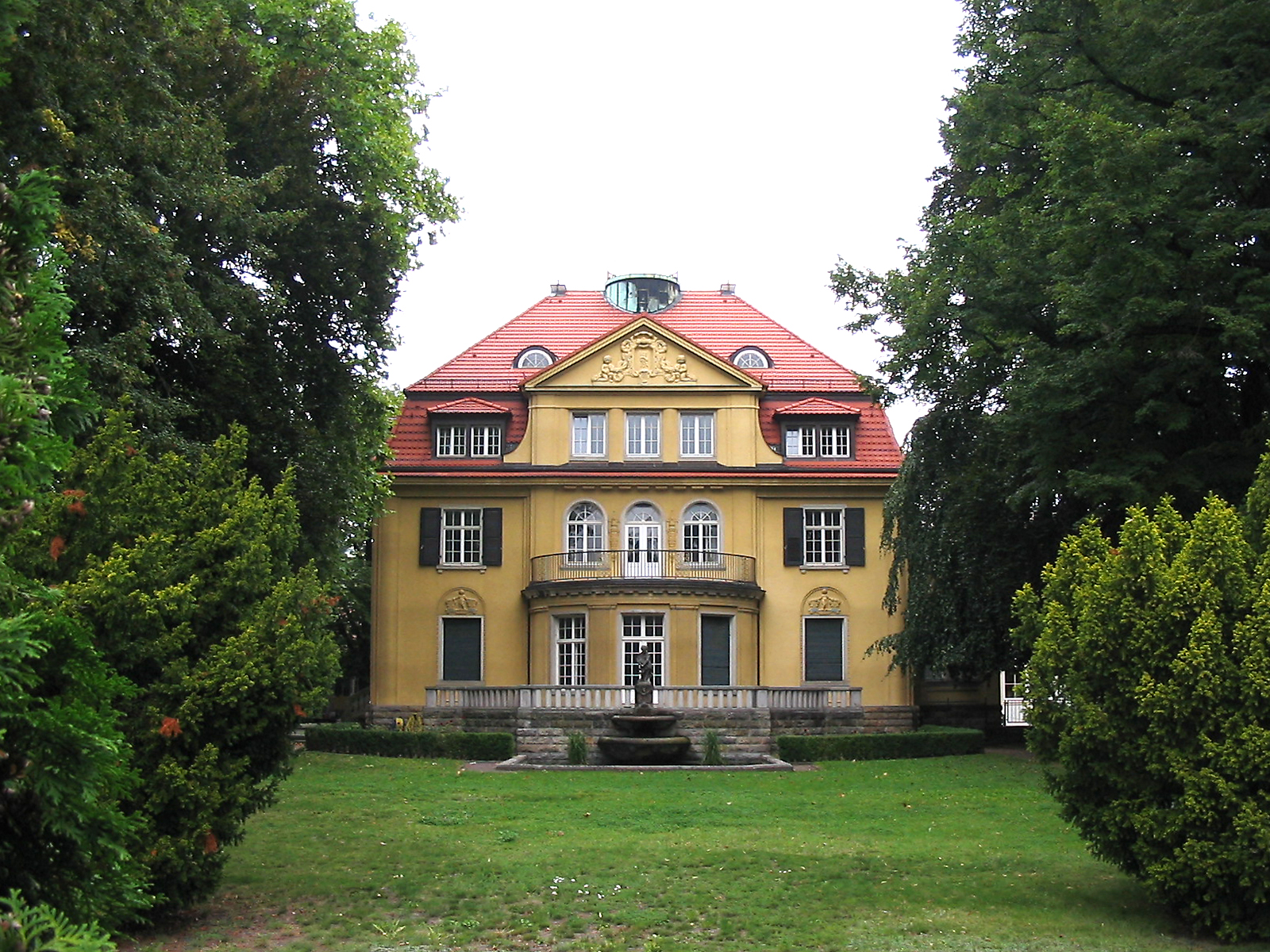
Hofmann-Villa

- 1901/1902: Entwurf Villa Sanssouci (Radebeul) in Kötzschenbroda, Käthe-Kollwitz-Straße 6 (im Büro Adolf Neumanns)
- 1902/1904: Entwurf Villa Göbel in Niederlößnitz, heute Radebeul, Dr.-Külz-Straße 2 (im Büro Adolf Neumanns)
- 1902/1904: Entwurf Villa Käthe-Kollwitz-Straße 4 in Kötzschenbroda (im Büro Adolf Neumanns)
- 1903/1905: Entwurf Mietvilla Otto/Lange in Niederlößnitz, Zillerstraße 19
- 1905: Entwurf Haus Händel in Niederlößnitz, Lindenaustraße 12 (Baumeister Felix Sommer zugewiesen)
- 1906: Entwurf Villa Marie Miersch in Kötzschenbroda, Heinrich-Zille-Straße 82
- 1908/1909: Entwurf Landhaus Paul Schramm in Niederlößnitz, Lindenaustraße 6 (Villenkolonie Altfriedstein, Baumeister Felix Sommer zugewiesen)
- 1909/1910: Erweiterung Villa Gustav Mohn in Niederlößnitz, Blumenstraße 15
- 1909/1910: Mietvilla Heinrich Schrader in Niederlößnitz, Ludwig-Richter-Allee 24 (Villenkolonie Altfriedstein)
- 1909/1910: Mietvilla Felix Sommer in Niederlößnitz, Wilhelm-Busch-Straße 16 (sein Wohnhaus)
- 1910: Altananbau an Landhaus Ludwig-Richter-Allee 27 in Niederlößnitz (Villenkolonie Altfriedstein)
- 1911: Mietvilla Alfred Staeding in Niederlößnitz, Moritzburger Straße 56
- 1912: Landhaus Hoflößnitzstraße 56 in Oberlößnitz
- 1912: Entwurf und Bauleitung Mietvilla Karl-Liebknecht-Straße 11 in Niederlößnitz
- 1912: Entwurf und Bauleitung Mietvilla Karl-Liebknecht-Straße 13 in Niederlößnitz
- 1912: Dachausbau Mietvilla Jacob Traugott Petzold in Niederlößnitz, Winzerstraße 38
- 1914: Anbauten an Landhaus Beschke in Niederlößnitz, Meißner Straße 158
- 1914: Landhaus Wettinstraße 14 in Oberlößnitz
- 1915: Landhaus Wettinstraße 12 in Oberlößnitz
- 1915/1916: Hofmann-Villa in Kötzschenbroda, Ledenweg 2 (für Johannes Wilhelm Hofmann)
- 1919: Umbau der Mietvilla Carl Ernst Claus in Niederlößnitz, Horst-Viedt-Straße 21
- 1919: Verandaanbau am Bauernhaus Winzerstraße 79 in Niederlößnitz
- 1927/1928: Erweiterung Villa Ledenweg 41 in Niederlößnitz (Architekt: Alfred Tischer)
- 1933: Bau Einfamilienhaus Alfred Schädler in Oberlößnitz, Eduard-Bilz-Straße 54 (Architekt: Alfred Tischer)

### Miets-, Wohn- und Geschäftshäuser

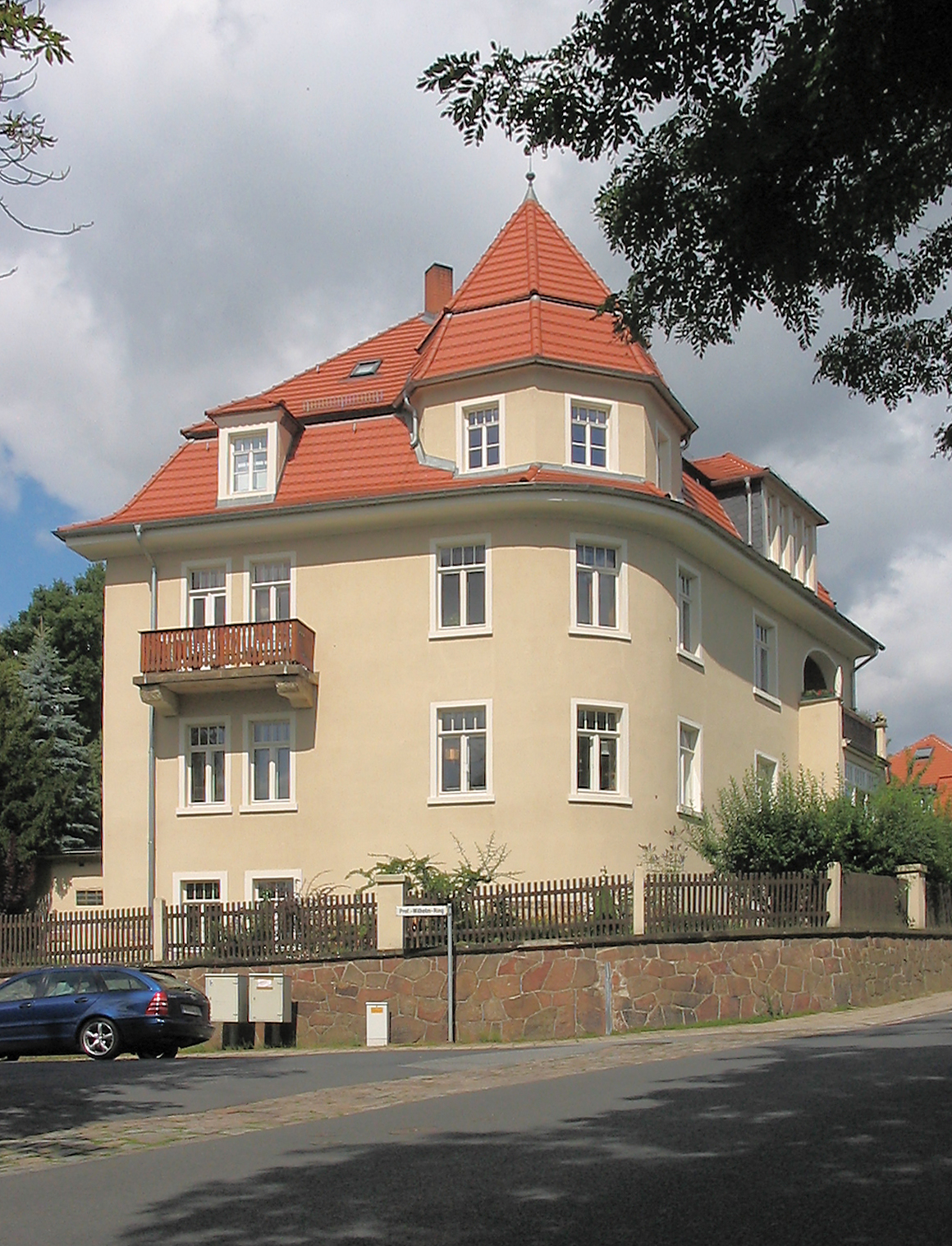
Mietshaus Hermann Ebert, Moritzburger Straße 45

- 1903: Bauleitung Mietshaus Hermann Ebert in Niederlößnitz, Moritzburger Straße 45 (Villenkolonie Altfriedstein, Entwurf: Heino Otto von Schilling & Graebner)
- 1904–1908: Entwurf Wohn- und Geschäftshaus Borstraße 54 in Niederlößnitz (im Büro Adolf Neumanns)
- 1912/1913: Wohn- und Geschäftshaus Paul Pönitz in Kötzschenbroda, Güterhofstraße 1
- 1928/1929: Bau von Siedlungshäusern der Siedlung der Baugenossenschaft Kötzschenbroda (Dr.-Külz-Straße 18/20 und 22, Winzerstraße 25 und 25a und Heinrich-Zille-Straße 20)

### Fabrikgebäude
- 1911: Fabrikerweiterungsbau für das Elektroarmaturenwerk JWH in Kötzschenbroda, Bernhard-Voß-Straße 25
- 1914: Fabrikationsgebäude Elektroarmaturenwerk JWH in Kötzschenbroda, Fabrikstraße 27

### Öffentliche Bauten
- 1904: Planzeichnungen zum Gegenentwurf des Erweiterungsgebäudes des Pfarrtöchterheims in Niederlößnitz, Neufriedstein 1 (Mathildenhaus, im Büro Adolf Neumanns)
- 1919: Umbau des Kindergärtnerinnen- und Hortnerinnenseminars der Inneren Mission in Niederlößnitz, Obere Bergstraße 3